# Fanny Neuda

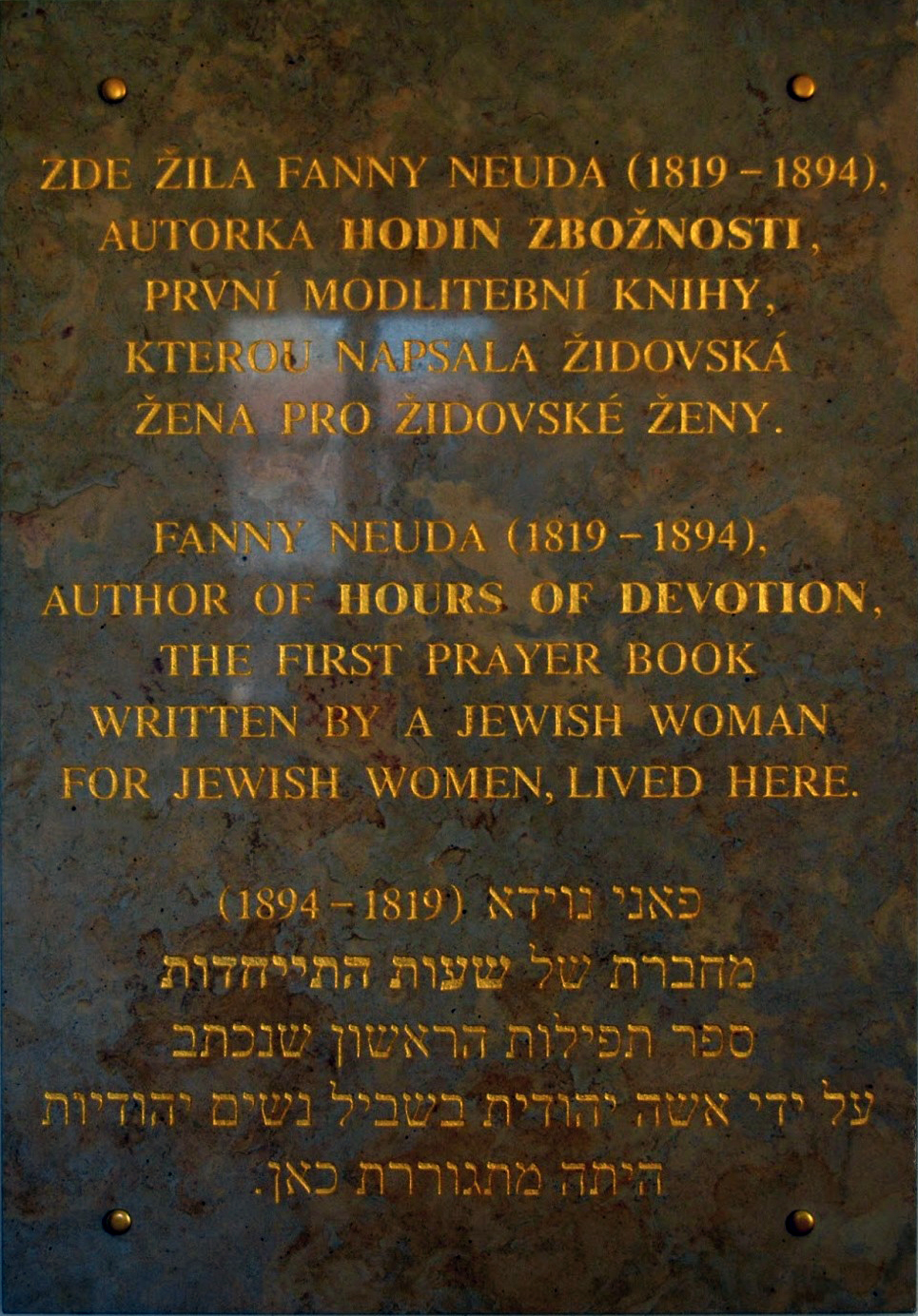
Erinnerungstafel an Fanny Neuda in der Synagoge Loštice

Fanny Neuda (geb. 6. März 1819 als Fanny Schmiedl; gest. 16. April 1894 in Meran) war eine österreichische Schriftstellerin. Sie wurde bekannt für ihr Gebetbuch Stunden der Andacht, das sich an jüdische Frauen richtet und mehrfach übersetzt wurde.

## Leben
Fanny Schmiedl war die Tochter des Rabbiners Juda Schmiedl. Über ihren Geburtsort herrscht Uneinigkeit, es werden unter anderem Loštice (dt.: Loschitz) und Ivančice (dt.: Eibenschütz) angegeben. Schmiedl heiratete den als gebildet und liberal bekannten Abraham Neuda, damals Rabbiner der jüdischen Gemeinde Loštice. Ein Jahr nach dem Tod ihres Ehemannes, gab Fanny Neuda ein Gebetbuch mit dem Titel Stunden der Andacht heraus, das über dreißig Auflagen erlebte. Stunden der Andacht gilt als erstes von einer Frau für weibliches Publikum verfasstes jüdisches Gebetbuch und enthält über fünfzig Gebete für unterschiedliche Lebenslagen. Im Unterschied zu anderen Gebetbüchern jener Zeit wählt Neuda den Stil des persönlichen und vertrauten Gebets, was ihre Texte bald zu einem Standardwerk unter jüdischen Gebetbüchern werden ließ. Neuda verfasste auch Kurzgeschichten über das Leben jüdischer Frauen in Böhmen und Mähren, die jeweils eine moralische Botschaft für die Leserin enthalten. Fanny Neuda starb am 16. April 1894 in Meran.
In der Zeit des Nationalsozialismus erschien eine von Martha Wertheimer überarbeitete Fassung von Stunden der Andacht, deren Teil Gebet in sorgenvollen Stunden später auch separat herausgegeben wurde.

## Werke
- Fanny Neuda: Stunden der Andacht. Ein Gebet- und Erbauungs-Buch für Israels Frauen und Jungfrauen zur öffentlichen und häuslichen Andacht, so wie für alle Verhältnisse des weiblichen Lebens. 1. Auflage. Verlag von Wolf Pascheles, Prag 1855.
- Fanny Neuda: Erzählungen und Dichtungen. 1. Auflage. Senders & Brandeis, Prag 1864.
- Fanny Neuda: Jugend-Erzählungen aus dem jüdischen Familienleben. 1. Auflage. Selbstverlag der Verfasserin, Wien 1876.